# Ulithi Atoll
Ulithi Atoll är en atoll i Mikronesiska federationen.   Den ligger i kommunen Ulithi Municipality och delstaten Yap, i den västra delen av landet, 2 100 km väster om huvudstaden Palikir. Arean är 3,6 kvadratkilometer.